# Hyazinth Malachow von Malachowski
Hyacinth (Ignaz) Malachow von Malachowski (* 1712; † 17. April 1745 in Brieg) war preußischer Oberst und Chef des Husarenregiments Nr. 3.

## Leben
Der Generalleutnant Paul Joseph Malachow von Malachowski war sein Bruder.
Er diente bis 1741 im Regiment des Marschalls von Sachsen, das in französischen Diensten stand. 1741 wechselte er als Oberst in preußische Dienste und kam in das Husarenregiment Nr. 3. Als dessen bisheriger Chef Friedrich Asmus von Bandemer 1741 entlassen wurde, erhielt Malachowski das Regiment. Während des Zweiten Schlesischen Krieges wurde er am 12. April 1745 in einem Gefecht bei Groß-Strelitz von einem preußischen Husaren angeschossen. Er wurde nach Brieg gebracht, wo er an seinen Verletzungen erlag.